# Ghulam Mustafa Jatoi
Ghulam Mustafa Jatoi (in urdu غلام مصطفى جتوئی; New Jatoi, 14 agosto 1931 – Londra, 20 novembre 2009) è stato un politico pakistano.

## Biografia
È stato Primo ministro del Pakistan ad interim dall'agosto al novembre 1990.
Dal dicembre 1973 al luglio 1977 è stato Primo ministro del Sindh.